# Guo Gengmao

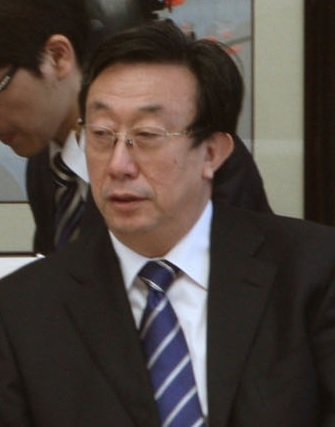
Guo Gengmao

Guo Gengmao (chinesisch 郭庚茂; * 1950 in Jizhou, Provinz Hebei) ist ein Politiker in der Volksrepublik China. Er war von 2006 bis 2008 Gouverneur der der Provinz Hebei, von 2008 bis 2013 Gouverneur der Provinz Henan und von 2013 bis 2016 Parteisekretär der KPCh in Henan.

## Ausbildung
Guo Gengmao trat 1972 der Kommunistischen Partei Chinas bei und schloss ein Studium an der Abteilung für Politikwissenschaften der Fakultät für Internationale Politik ab der Peking-Universität. Er erwarb danach einen Master-Abschluss und promovierte später an deren Parteischule in politischer Ökonomie.

## Laufbahn
Guo war etwa 30 Jahre lang in verschiedenen Positionen in der Provinz Hebei tätig. Er begann seine Arbeit im November 1975 als stellvertretender Parteisekretär einer Volkskommune im Landkreis Ji. Von 1994 bis 1997 war er Bürgermeister von Xingtai. Guo wurde dann 1998 zum Vizegouverneur von Hebei und im Jahr 2000 zum geschäftsführenden Vizegouverneur von Hebei sowie zum stellvertretenden Sekretär der führenden Parteigruppe der Provinzregierung befördert. Guo wurde dann im Oktober 2006 amtierender Gouverneur von Hebei und gleichzeitig stellvertretender Parteisekretär und im Januar 2007 offiziell zum Gouverneur gewählt.
Bei einer Umbildung der Provinzleitung im Jahr 2008 wurde Guo in die benachbarte Provinz Henan versetzt. Er wurde im März 2008 stellvertretender Sekretär der Kommunistischen Partei von Henan in Vorbereitung auf sein Amt als Gouverneur und wurde am 7. April 2008 zum amtierenden Gouverneur von Henan ernannt. Am 17. Januar 2009 wurde Guo als Gouverneur von Henan bestätigt.
2013 wurde Guo zum Parteichef der Kommunistischen Partei von Henan ernannt. Am 26. März 2016 trat Guo als Henan-Parteichef zurück, nachdem er das Rentenalter erreicht hatte. Sein Nachfolger wurde der Gouverneur Xie Fuzhan.
Nachdem er sich aus der aktiven Politik zurückgezogen hatte, war Guo stellvertretender Vorsitzender im Ausschuss für Landwirtschaft und ländliche Angelegenheiten des Nationalen Volkskongresses.